# U–5 (második világháborús tengeralattjáró)
Az U–5-ös német tengeralattjárót 1935. augusztus 14-én bocsátották vízre Kielben. A második világháborúban két bevetésen vett részt, előtte és utána iskolahajóként szolgált. Az U–5-ös egyetlen hajót sem süllyesztett el. 1943. március 19-én a Balti-tengeren baleset történt a hajó fedélzetén merülés közben, és az U–5-ös elsüllyedt. A legénység 22 tagja meghalt, 16 megmenekült. 

## Kapitányok
| Név                          | Kezdőnap            | Zárónap              |
| ---------------------------- | ------------------- | -------------------- |
| Rolf Dau                     | 1935. augusztus 31. | 1936. szeptember 27. |
| Gerhard Glattes              | 1936. október 1.    | 1938. február 2.     |
| Günter Kutschmann            | 1938. február 3.    | 1939. december 4.    |
| Heinrich Lehmann-Willenbrock | 1939. december 5.   | 1940. augusztus 11.  |
| Herbert Opitz                | 1940. augusztus 12. | 1941. március 27.    |
| Friedrich Bothe              | 1941. március 28.   | 1942. január 6.      |
| Karl Friederich              | 1942. január 7.     | 1942. március 23.    |
| Hans-Dieter Mohs             | 1942. március 26.   | 1942. május          |
| Kurt Pressel                 | 1942. május         | 1942. november 9.    |
| Hermann Rahn                 | 1942. november 10.  | 1943. március 19.    |
| Alfred Radermacher           | 1943. március       | 1943. március 19.    |

## Őrjáratok
| Indulás       | Indulónap           | Érkezés       | Zárónap             |
| ------------- | ------------------- | ------------- | ------------------- |
| Neustadt      | 1939. augusztus 24. | Kiel          | 1939. szeptember 8. |
| Wilhelmshaven | 1940. április 4.    | Wilhelmshaven | 1940. április 19.   |